# Route européenne 1
Pour les articles homonymes, voir E1 et Route 1.
Ne doit pas être confondu avec la route européenne 001, située dans le Caucase.
La route européenne 1 est un itinéraire du réseau routier européen reliant Larne à Séville en passant par Dublin et Lisbonne. Cet itinéraire traverse 4 pays, le Royaume-Uni, l'Irlande, l'Espagne et le Portugal. Aucun service de ferry suivant cet itinéraire n'est disponible entre l'Irlande et l'Espagne.

## Tracé

### Royaume-Uni (Irlande du Nord)
Bien qu'elle ne soit pas indiquée (comme pour toutes les autres routes européennes au Royaume-Uni), la route E1 emprunte les itinéraires suivants :
| (Auto)route | Tracé                        | Villes traversées | Routes européennes croisées |
| ----------- | ---------------------------- | ----------------- | --------------------------- |
|             | Entre Larne et Glengormley   |                   |                             |
|             | Entre Glengormley et Belfast |                   | à Belfast                   |
|             | Belfast                      |                   | E16 · E18                   |
|             | Entre Belfast et Lisburn     | Banbridge         | Tronc commun                |
|             | Entre Lisburn et Newry       |                   |                             |

### Irlande
En Irlande, la route E1 emprunte les itinéraires suivants :
| (Auto)route | Tracé                     | Villes traversées                | Routes européennes croisées |
| ----------- | ------------------------- | -------------------------------- | --------------------------- |
|             | Entre Dromad et Dundalk   |                                  |                             |
|             | Entre Dundalk et Dublin   | Drogheda                         |                             |
|             | Autour de Dublin          |                                  | E20                         |
|             | Entre Dublin et Wexford   | Bray, Arklow, Gorey, Enniscorthy |                             |
|             | Entre Wexford et Rosslare |                                  | Tronc commun                |

### Espagne (Galice)
Dans cette province d'Espagne, la route E1 emprunte les itinéraires suivants :
| (Auto)route | Tracé               | Villes traversées                              | Routes européennes croisées |
| ----------- | ------------------- | ---------------------------------------------- | --------------------------- |
|             | Entre Ferrol et Tui | Saint-Jacques-de-Compostelle, Pontevedra, Vigo | à Seixurra (La Corogne)     |
|             | Autour de Tui       |                                                |                             |

L'itinéraire européen est divisé en deux parties sur le territoire espagnol :
- la section nord relie Ferrol et Tui, à la frontière avec le Portugal : sur cette partie, l'itinéraire suit l'autoroute AP-9 ;
- la section sud, entre Ayamonte (à la frontière portugaise) et Séville, suit l'autoroute A-49.

### Portugal
Au Portugal
, la route E1 emprunte les itinéraires suivants :
| (Auto)route | Tracé                           | Villes traversées                             | Routes européennes croisées |
| ----------- | ------------------------------- | --------------------------------------------- | --------------------------- |
|             | Entre Valença et Porto          | Ponte de Lima, Braga                          | à Porto                     |
|             | Porto                           |                                               |                             |
|             | Entre Porto et Lisbonne         | Santa Maria da Feira, Aveiro, Coimbra, Leiria | entre Aveiro et Lisbonne    |
|             | Entre Lisbonne et Albufeira     | Grândola                                      | à Lisbonne                  |
|             | Entre Albufeira et Castro Marim | Tavira                                        |                             |

### Espagne (Andalousie)
Dans cette province d'Espagne, la route E1 emprunte les itinéraires suivants :
| (Auto)route | Tracé                     | Villes traversées | Routes européennes croisées |
| ----------- | ------------------------- | ----------------- | --------------------------- |
|             | Entre Ayamonte et Séville | Huelva            | à Séville                   |

## Images

La route européenne 1 du nord au sud
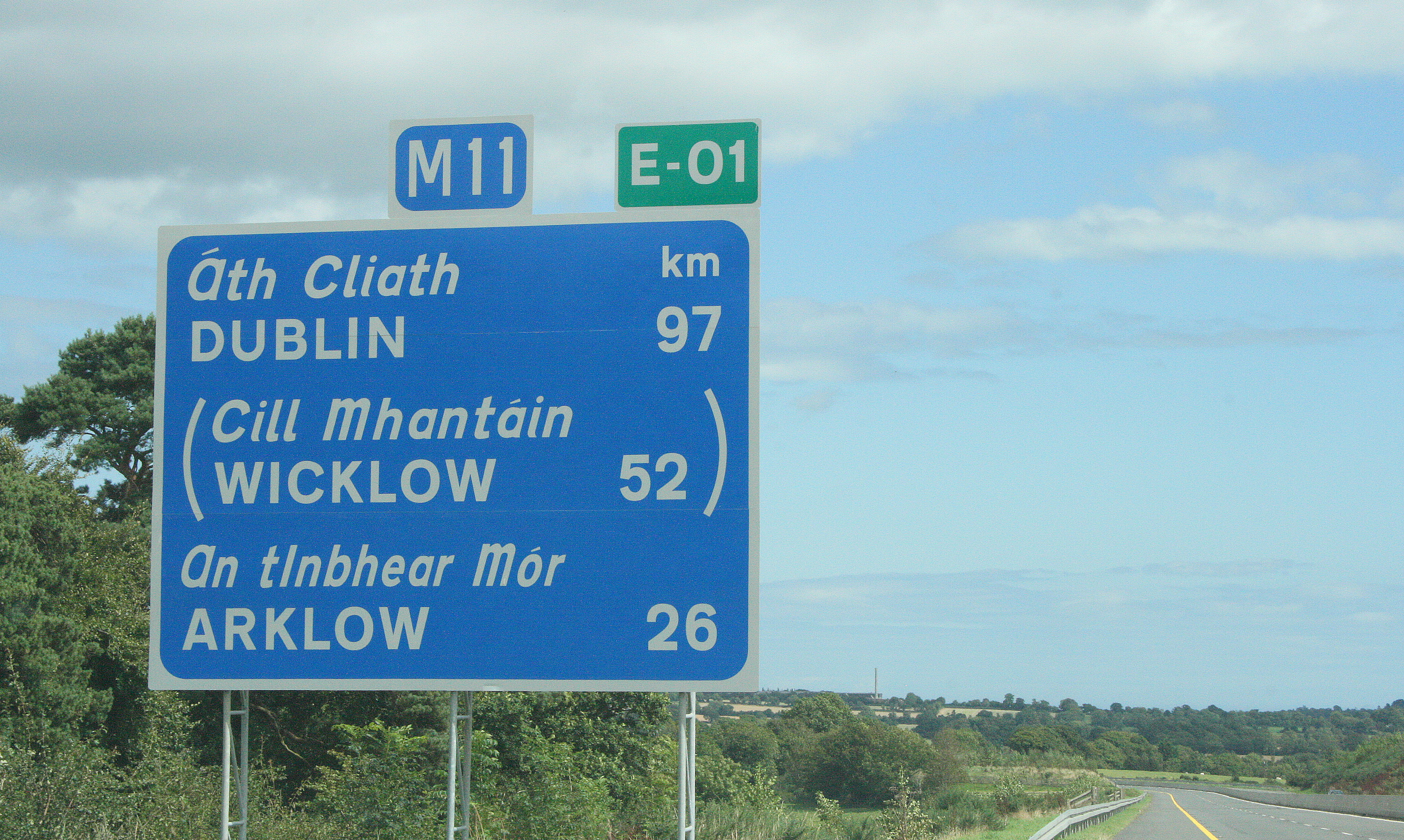
En Irlande, près de Wexford.
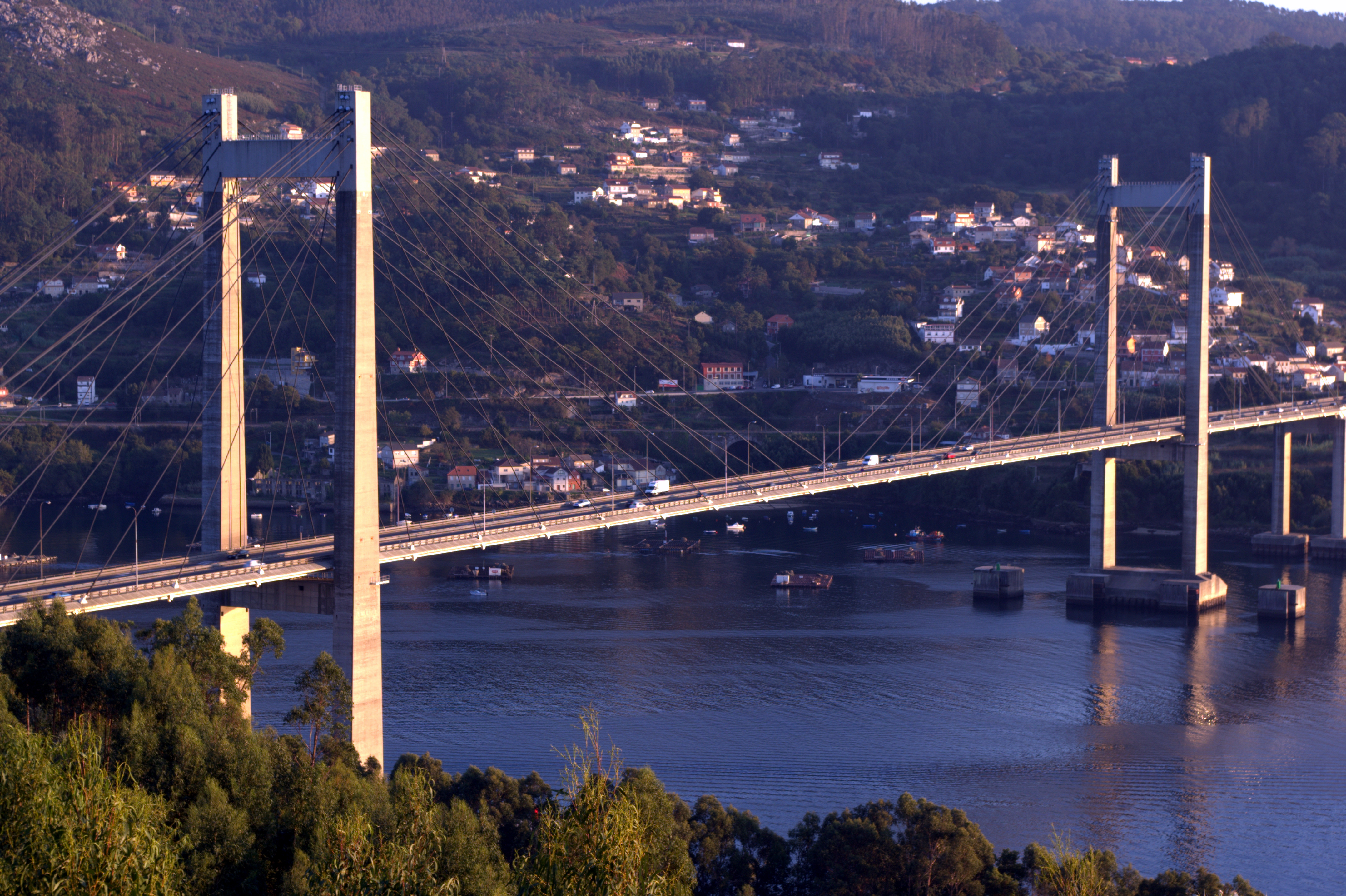
Le pont de Rande près de Vigo en Espagne.
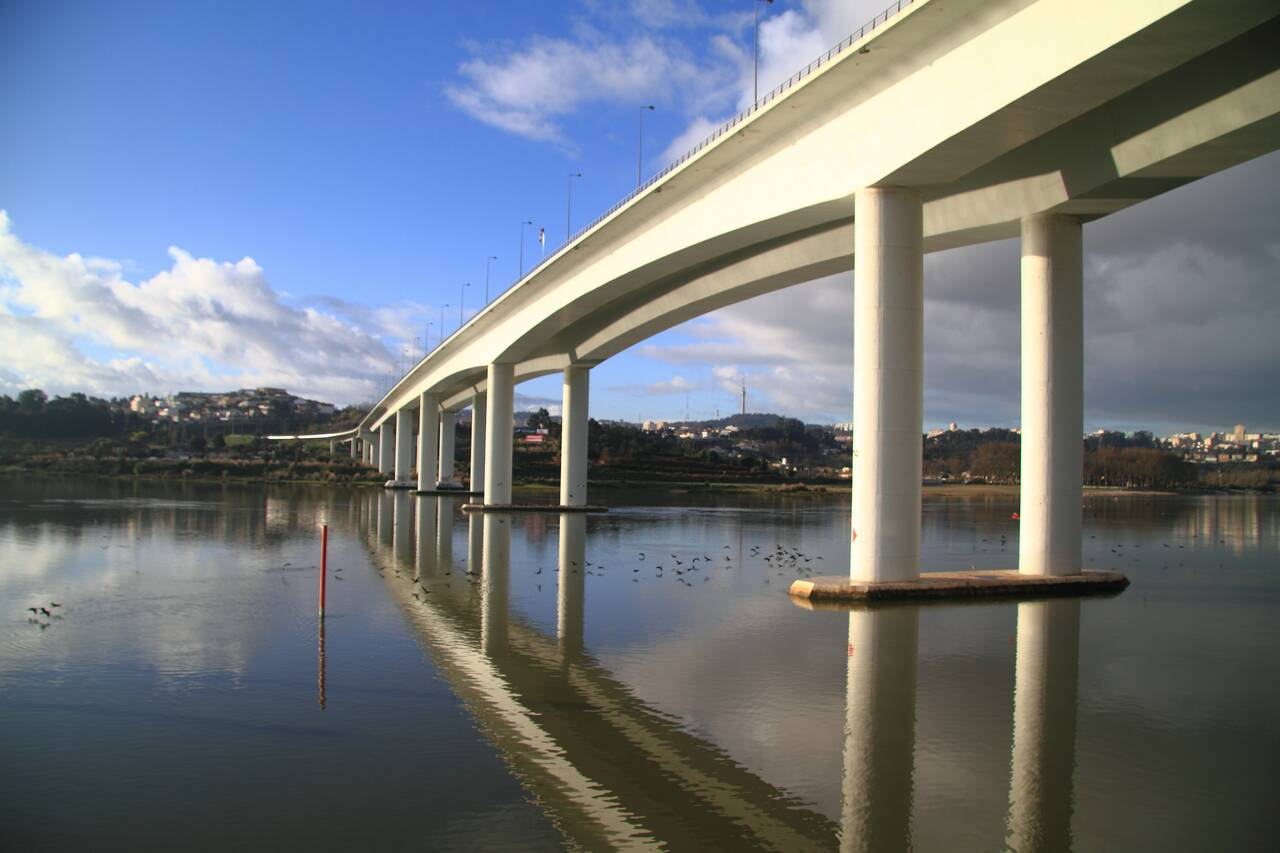
Le pont du Freixo à Porto (Portugal).
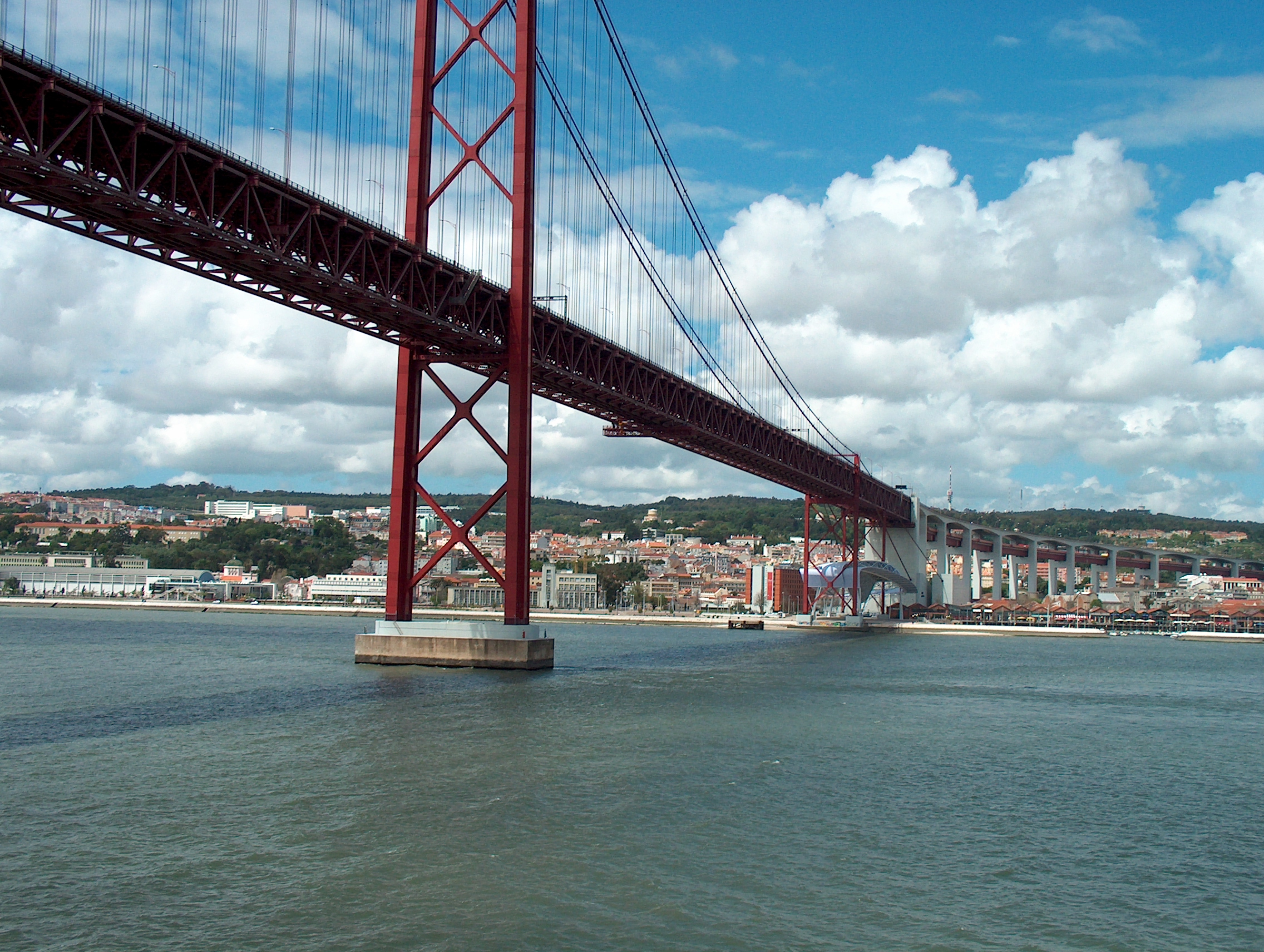
Le pont du 25 avril à Lisbonne (Portugal).
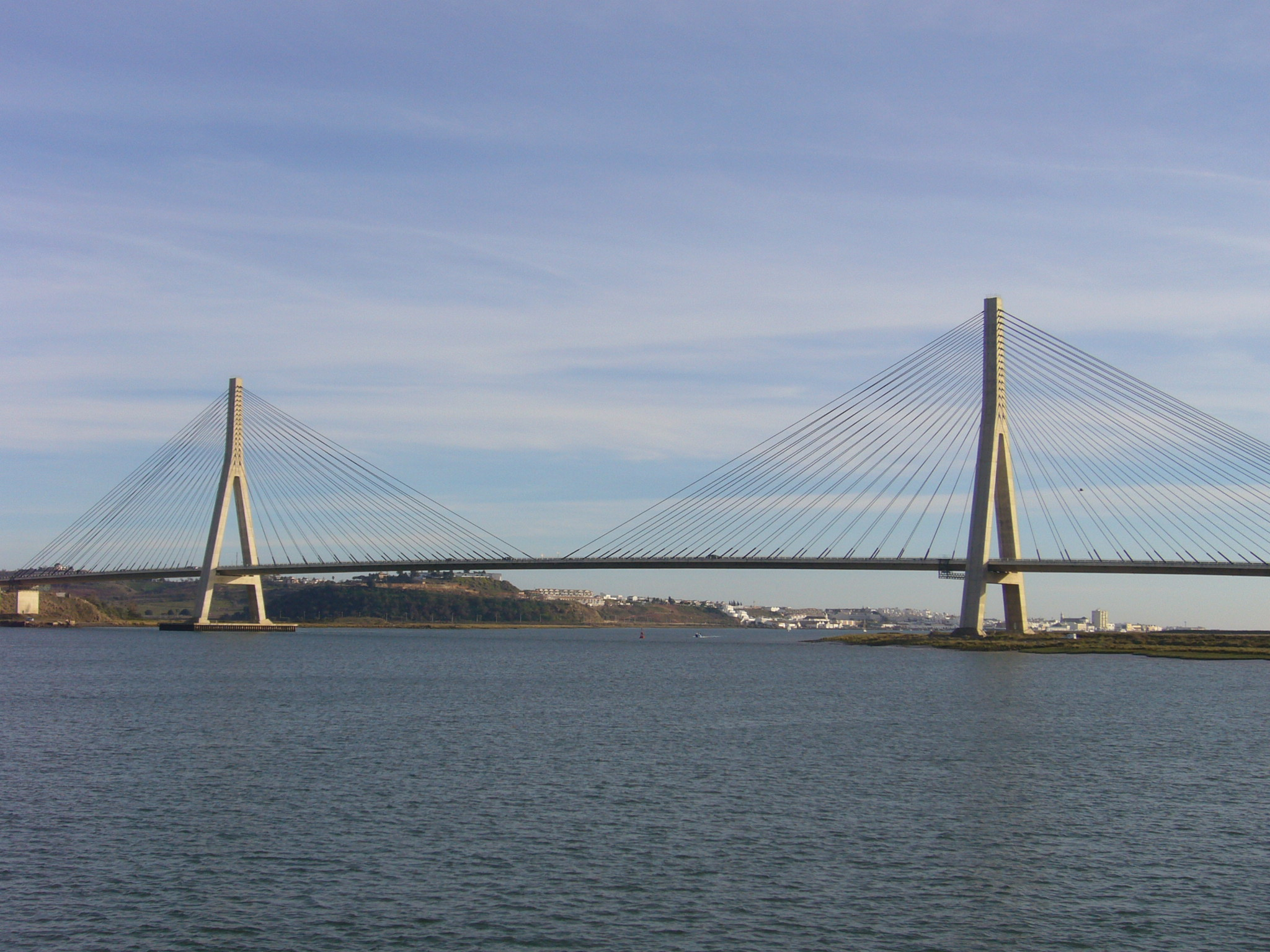
Le pont international sur le Guadiana entre le Portugal et l'Espagne.